# Carel de Jong
Carel de Jong (Baarn, 16 december 1941 – Amersfoort, 18 januari 2018) was een Nederlands kunstschilder. Zijn werk valt onder het neo-impressionisme.

## Levensloop

### Jonge jaren
De Jong werd geboren in Baarn en groeide op in een gezin met tien kinderen. Zijn vader was elektrotechnisch ingenieur en zijn moeder zorgde voor het gezin. Als kleine jongen tekende hij al graag. Na de mulo ging hij naar de ambachtsschool en deed de opleiding tot instrumentmaker. Vervolgens volgde hij een kunstopleiding aan de Gooise Academie in Laren (Noord-Holland), waar hij les kreeg van onder anderen Hendrik Johannes Slijper. De Jong begon zijn carrière als fotograaf. Hij had een donkere kamer en fotografeerde in opdracht van Phonogram-artiesten voor hun grammofoonplaathoezen. Later legde hij zich toe op het maken van tekenfilms, wat hij deed tot 1972. Daarna ging hij steeds meer schilderen. Zijn werk kent twee fases.

### Miniaturen (1972-1987)
De Jong schilderde surrealistische miniaturen in pseudo-naïeve stijl omdat hij vond dat hij daarop de intimiteit van de onderwerpen beter kon weergeven. In zijn werk zijn regelmatig autobiografische elementen aanwezig. Hij ontwikkelde een heel eigen procedé, waarbij hij als basis gebruikmaakte van zwaar matglas waarop dik papier werd gekit. Na diverse lagen plamuur en het uitharden werd het vlak geschuurd. Na het schilderen van de voorstelling (plakkaat- of olieverf) werd het afgewerkt met een vernislaag. Deze paneeltjes hebben een doorsnee van zo'n 15 centimeter. Het schilderij werd vervolgens versterkt door een grote lijst. Halverwege de jaren zeventig werd De Jong opgemerkt als fijnkunstschilder en in die tijd was hij het productiefst en succesvolst. Zijn inspiratiebronnen waren Jan van Eyck, Pyke Koch en Dolf Zwerver.

### Neo-impressionisme (vanaf 1990)
Toen het schilderen van miniaturen door zijn zicht werd bemoeilijkt, veranderde vanaf de jaren negentig De Jongs schilderstijl. Hij experimenteerde eerst met tekeningen en impressionistisch werk, waarbij hij gebruikmaakte van doeken en olieverf. Later specialiseerde hij zich in het pointillisme. Hij schilderde veel kleurrijke Baarnse landschappen, zoals het Baarnse bos, Kasteel Groeneveld, de Pekingtuin en de polders bij Eemnes. Zijn laatste werk maakte hij in 2014.

## Persoonlijk leven
De Jong trouwde tweemaal, in 1966 en 1978. Uit deze huwelijken kwamen twee dochters en een zoon voort. Met zijn tweede echtgenote woonde hij van 1982 tot 1988 in het Franse Citers. Daarna kwam hij terug naar Nederland en begon hij een meubelmakerij. Na zijn scheiding in 1992 legde hij zich vooral toe op het pointillisme. 

## Exposities
- Een eeuw spoor in Baarn, Bibliotheek, Baarn (1974)
- Galerie De Drie Ringen, Soest (1975)
- Cultureel Centrum De Speeldoos, Baarn
- De Fijnschilders, Kultureel Sentrum, Tilburg (april 1977)
- Nederlandse fijnschilders, Van Reekum Galerij, Apeldoorn (mei 1977)
- Galerij De Drie Ringen, groepstentoonstelling fijnschilders, Soest (1978-1979)
- Galerie Dijon, Frankrijk (september 1985)
- Galerie Genève, Zwitserland (1986)
- Schilderijen tot in de puntjes, Trend café Creeds, Baarn (juni 1992)
- De Kastanjehof, Lage Vuursche (1993)
- Wintertuin, Cantonspark, Baarn (1996)
- Atelierroute, Baarn (1997)
- Glasatelier Augusta Pfann, Baarn (1998)
- Zomersalon, studio Creatuur, Baarn (2007)

- RKD-Nederlands Instituut voor Kunstgeschiedenis: 42601